# Asparagus pygmaeus
Asparagus pygmaeus är en sparrisväxtart som beskrevs av Tomitaro Makino. Asparagus pygmaeus ingår i släktet sparrisar, och familjen sparrisväxter. Inga underarter finns listade i Catalogue of Life.